# Steinknock (Steinwald)
Der Steinknock ist ein Berg des Steinwalds im Fichtelgebirge. Er liegt ca. 2 km südwestlich des Großen Teichelbergs und nördlich von Fuchsmühl im Oberpfälzer Landkreis Tirschenreuth. Die Karten verzeichnen dort eine stark eisenhaltige Basaltkuppe (708 m ü. NHN) als höchsten Punkt. Das Gebiet ist dicht bewaldet und fällt nach Süden ab. Im Westen verläuft die Staatsstraße 2170 von Waldershof nach Fuchsmühl.

## Geologie
Zwischen Marktredwitz, Friedenfels, Konnersreuth und Seußen liegt ein großes Basalteruptionsgebiet. Es ist der westlichste Ausläufer des nordböhmischen Basaltvulkanismus. Im Miozän ist dort flüssige Basaltmasse durch den Granit emporgedrungen.

## Karten
- Bayerisches Landesvermessungsamt: UK 50-13 Naturpark Fichtelgebirge/Steinwald östlicher Teil, Maßstab 1:50.000